# Río Naya

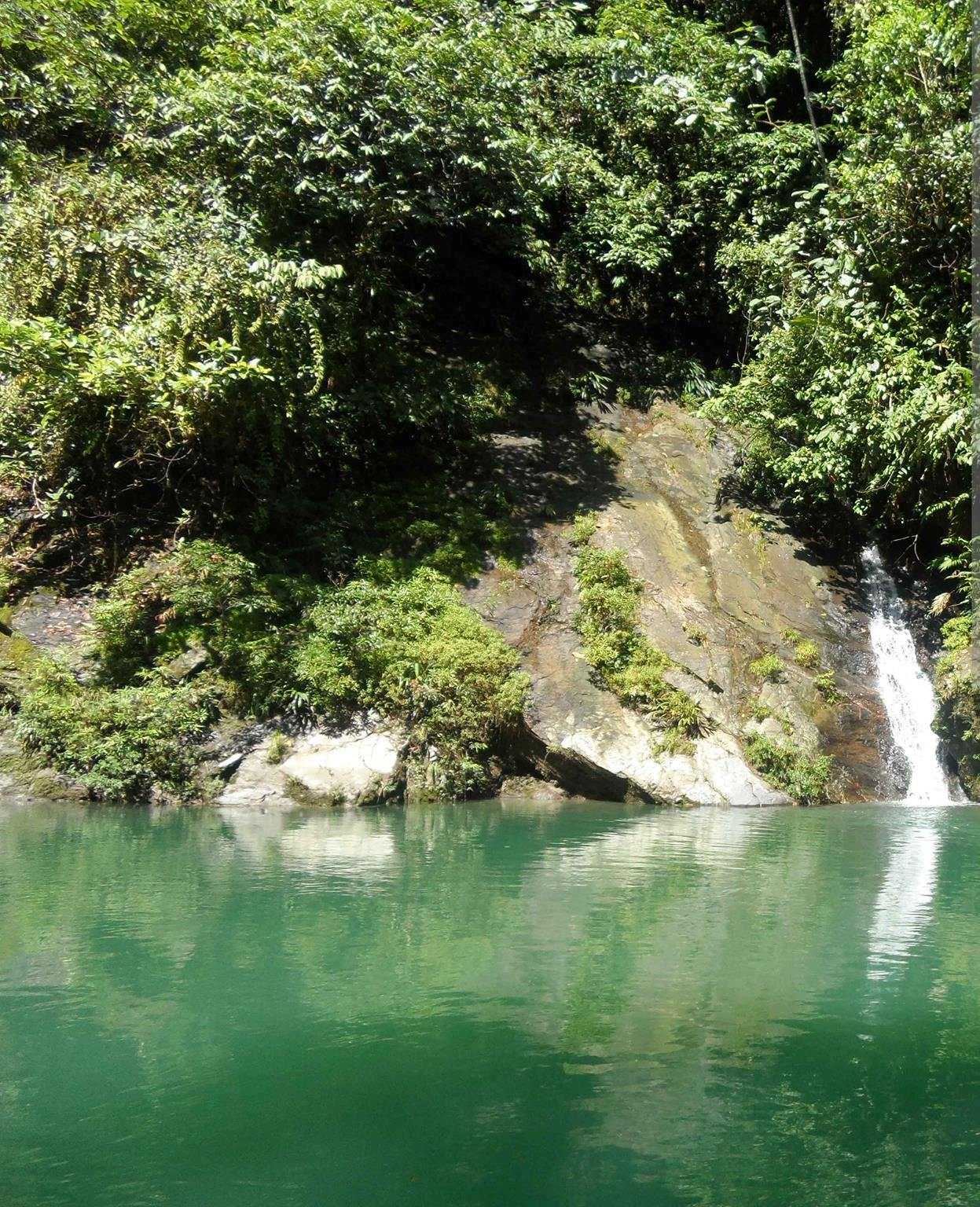
Río Naya

El río Naya es un corto río costero de la vertiente del océano Pacífico de Colombia.
Nace en el Cerro Naya. Sirve de límite entre los departamentos del Valle del Cauca y Cauca Colombia Cauca perteneciendo a la margen izquierda al municipio de Buenaventura  y la margen derecha a López de Micay. Al tributar sus aguas al Océano Pacífico forma la Isla Ají. Cuenta con una extensión de 120km; recorriendo además de los municipios mencionados, el municipio de Buenos Aires (Cauca). Es el segundo río más importante de López de Micay y uno de los principales de la vertiente del Pacífico y del departamento del Cauca. Su cuenca hidrográfica cuenta con importantes afluentes como el río Agua Clara y otros como Canayero, entre otros.
- Datos: Q3458716